# هونوکتلا
هونوکتلا (به لاتین: Hunuketella) یک منطقهٔ مسکونی در سری‌لانکا است که در استان مرکزی (سری‌لانکا) واقع شده‌است.